# Rhopalomastix rothneyi
Rhopalomastix rothneyi är en myrart som beskrevs av Auguste-Henri Forel 1900. Rhopalomastix rothneyi ingår i släktet Rhopalomastix och familjen myror.

## Underarter
Arten delas in i följande underarter:
- R. r. javana
- R. r. johorensis
- R. r. rothneyi

## Bildgalleri

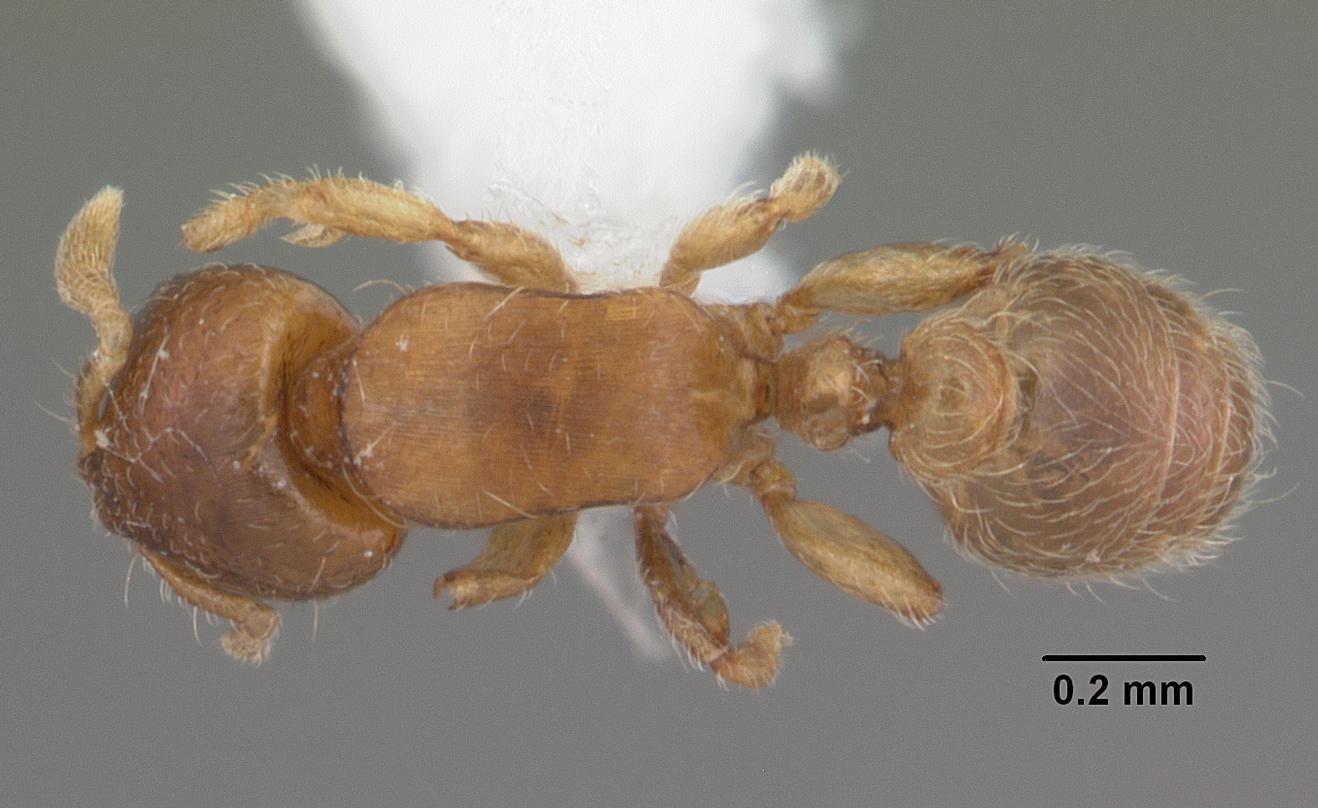
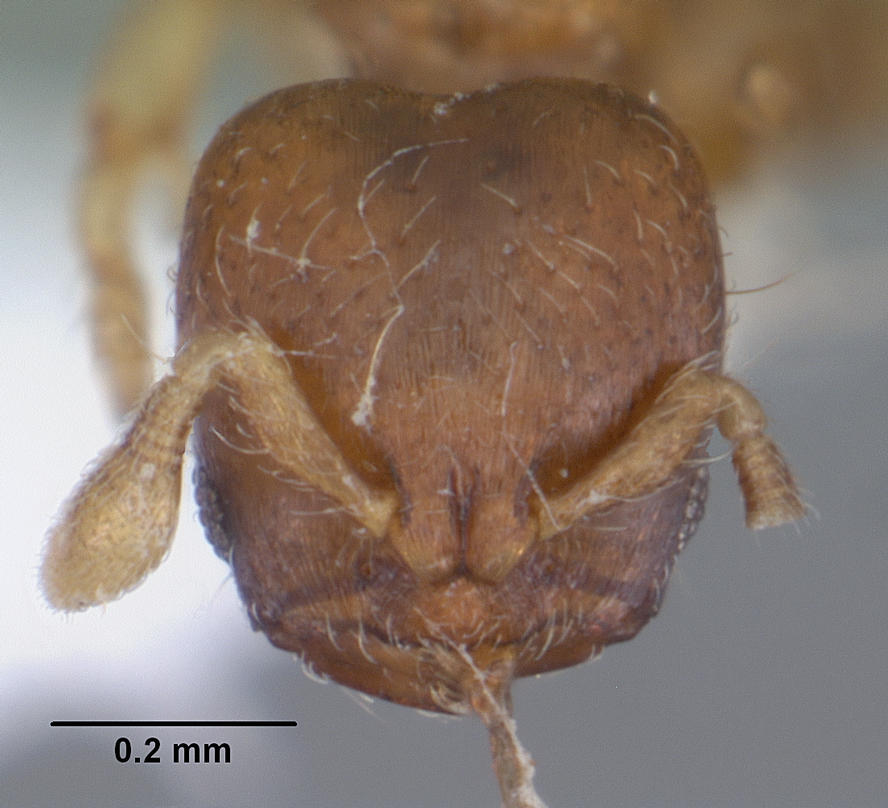
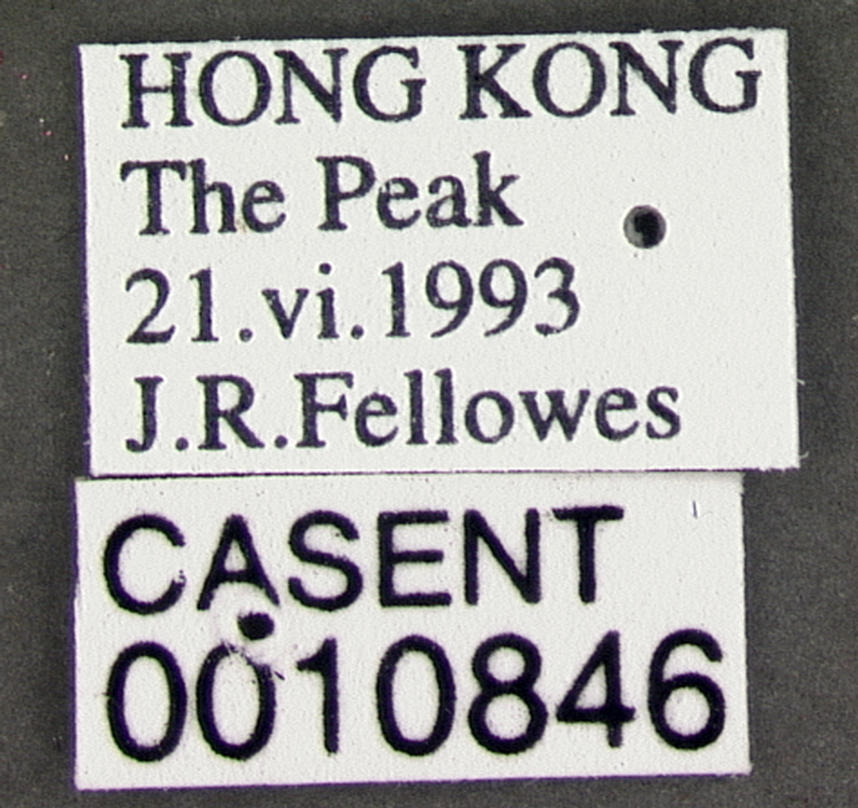
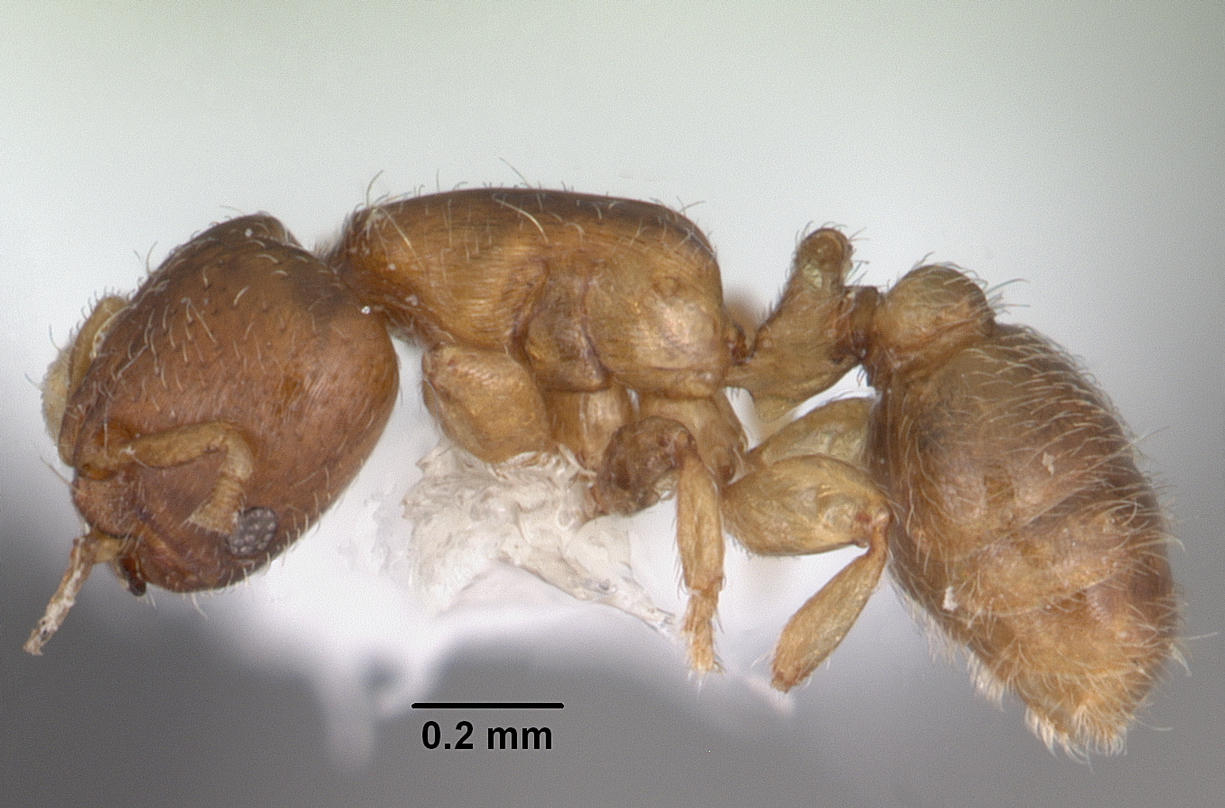
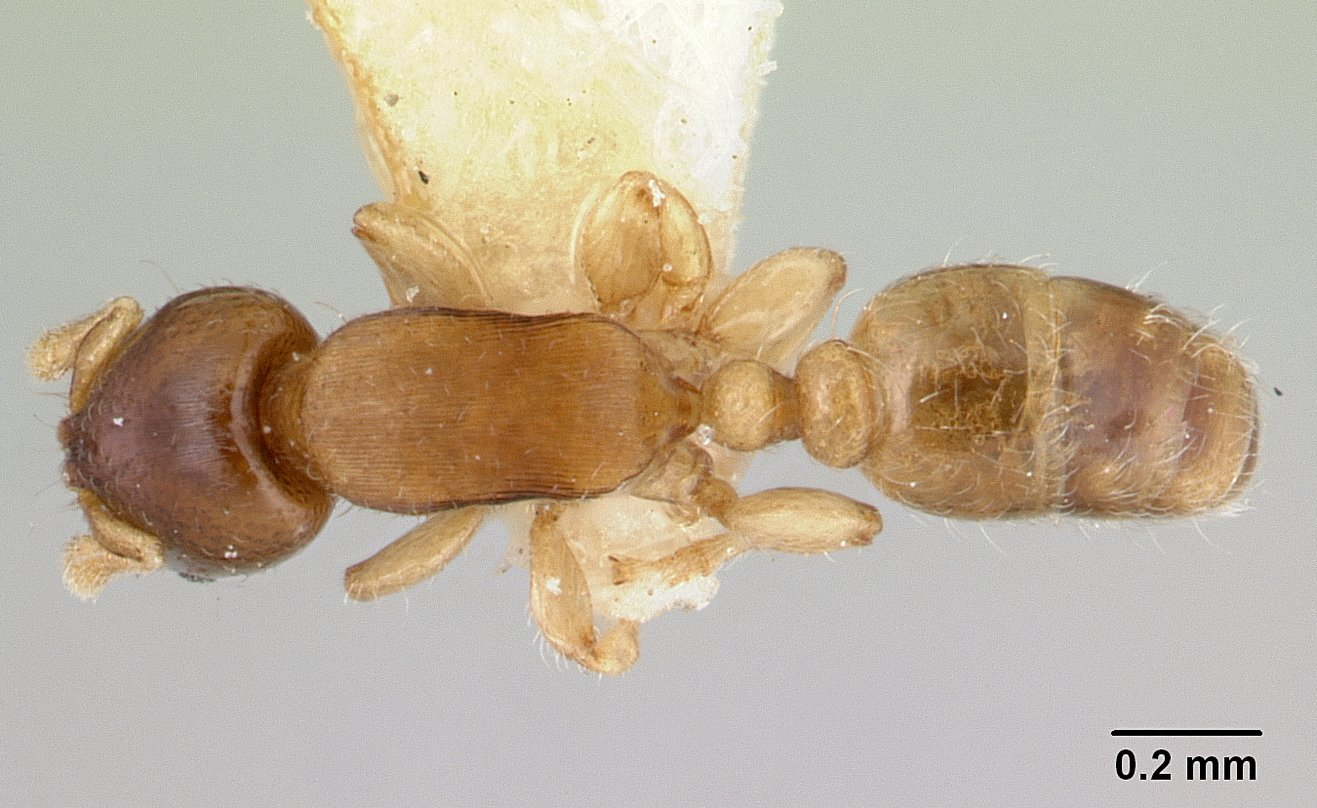
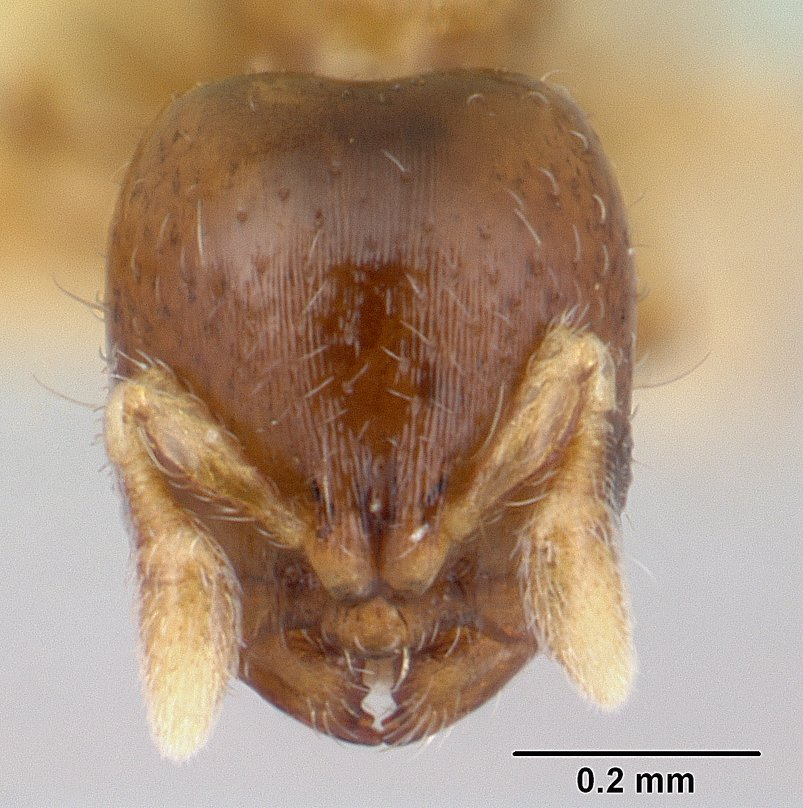